# Fresh Hell
Fresh Hell ist eine US-amerikanische Comedy-Webserie über den Sturz eines Schauspielers und seine Versuche, seine gescheiterte Karriere und sein Leben nach einem Skandal wieder in den Griff zu bekommen.
Brent Spiner stellt sich hier selbstironisch als gefallener Schauspieler in humorisch pseudo-dokumentarischer Form quasi selbst dar. Die Serie von und mit Brent Spiner ist seit April 2011 exklusiv auf YouTube zu sehen.

## Inhalt
Nach einem Skandal, über dessen Details der Zuschauer nichts erfährt, verliert der B-Schauspieler Brent Spiner, bekannt geworden durch seine Rolle als Android Data in Raumschiff Enterprise: Das nächste Jahrhundert, sein Haus und seinen gesamten Besitz, seine Familie, seine Karriere und seine Fans. Sein Leben am Scheidepunkt versucht Spiner an seinem neuen Wohnort mit Hilfe seiner neuen Nachbarn nun fortan alles, um seinen Ruf wiederherzustellen und seine Karriere wieder zu beleben.
Fresh Hell ist eine Komödie mit tragischen Einsprengseln, und ist, wie viele Filme und Serien über meist ehemalige B- und Genre-Schauspieler, die sich in einer fiktiven Handlung selbst spielen, gespickt mit Anspielungen und Insider-Witzen.

## Rollen
Brent Spiner (Brent Spiner) – Ein gescheiterter B-Schauspieler, der durch einen Skandal sein bisheriges Leben verliert. Versucht mit Hilfe seiner neuen Nachbarin Dakota seine Karriere um jeden Preis zurückzubekommen.
Dakota (Kat Steel) – Nachbarin von Brent Spiner und angehende Schauspielerin. Versucht unablässig ihm zu helfen und macht ihn mit ihrem Agenten bekannt.
Tommy (Brian Palermo) – Schauspiel-Agent von Dakota und später Brent Spiner; kommt aus der Porno-Branche.
Valerie (Karen Austin) – Esoterische Personal-Managerin und weitere Nachbarin von Brent Spiner.

## Webisoden

### Staffel 1
| Nr. (ges.) | Nr. (St.) | Originaltitel         | Erstausstrahlung |
| ---------- | --------- | --------------------- | ---------------- |
| 1          | 1         | Episode 1             | 15. Apr. 2011    |
| 2          | 2         | The Actress Next Door | 15. Apr. 2011    |
| 3          | 3         | The Agent Showcase    | 22. Apr. 2011    |
| 4          | 4         | The Agent Meeting     | 29. Apr. 2011    |
| 5          | 5         | The Manager Upstairs  | 6. Mai 2011      |

### Staffel 2
| Nr. (ges.) | Nr. (St.) | Originaltitel             | Erstausstrahlung |
| ---------- | --------- | ------------------------- | ---------------- |
| 6          | 1         | A Short Time Later        | 23. März 2012    |
| 7          | 2         | Levar                     | 24. März 2012    |
| 8          | 3         | The Acting Class          | 30. März 2012    |
| 9          | 4         | Dakota's First Porn Shoot | 7. Apr. 2012     |
| 10         | 5         | The Seance                | 13. Apr. 2012    |
| 11         | 6         | The Birthday Party        | 12. Mai 2012     |
| 12         | 7         | The Billionaire           | 19. Mai 2012     |
| 13         | 8         | The Actor Prepares        | 27. Mai 2012     |
| 14         | 9         | The Jolinda Show          | 20. Juni 2012    |
| 15         | 10        | Dakota Leaving            | 21. Juli 2012    |

## Fan-Übersetzungen
Fans von Brent Spiner und der Serie Fresh Hell haben die einzelnen Episoden in verschiedene Sprachen übersetzt:
- Englisch[1]
- Deutsch[2]
- Französisch[3]
- Russisch[4]
- Spanisch[5]
- Italienisch[6]

## Zukunft
Eine dritte Staffel von Fresh Hell ist angekündigt (Stand 01/13).